# 安田かほる
安田 かほる（やすだ かおる、1958年 - ）は、コミックマーケット準備会共同代表、有限会社コミケット代表取締役。愛称に「安田かや」がある。

## 来歴
1976年4月に開催されたコミックマーケット2がコミケ初参加で、この時数名だった運営スタッフの手際の悪さを見るに見かねて手伝ったところ、以降請われる形でスタッフとして参加するようになる。
その後も準備会のスタッフとして運営業務に携わり、1985年に有限会社コミケットが設立されるとこれまで勤めた会社から転職する。1996年夏のコミックマーケット50では企業ブースの立ち上げプロジェクトを成功に導き、副代表兼企業ブース責任者として中核を担っている。
2006年9月30日、準備会第2代代表の米澤嘉博が体調不良で退任したのに伴い、筆谷芳行・市川孝一と共に共同代表に就任している。